# Epirrhoe pseudoalternata
Epirrhoe pseudoalternata är en fjärilsart som beskrevs av Barend J. Lempke 1950. Epirrhoe pseudoalternata ingår i släktet Epirrhoe och familjen mätare. Inga underarter finns listade i Catalogue of Life.